# Strodes Mills
Strodes Mills es un lugar designado por el censo ubicado en el condado de Mifflin en el estado estadounidense de Pensilvania. En el Censo de 2010 tenía una población de 757 habitantes y una densidad poblacional de 154,16 personas por km².

## Geografía
Strodes Mills se encuentra ubicado en las coordenadas 40°32′40″N 77°40′39″O / 40.54444, -77.67750. Según la Oficina del Censo de los Estados Unidos, Strodes Mills tiene una superficie total de 4.91 km², de la cual 4.91 km² corresponden a tierra firme y (0%) 0 km² es agua.

## Demografía
Según el censo de 2010, había 757 personas residiendo en Strodes Mills. La densidad de población era de 154,16 hab./km². De los 757 habitantes, Strodes Mills estaba compuesto por el 98.94% blancos, el 0.26% eran afroamericanos, el 0% eran amerindios, el 0.13% eran asiáticos, el 0% eran isleños del Pacífico, el 0% eran de otras razas y el 0.66% pertenecían a dos o más razas. Del total de la población el 0.53% eran hispanos o latinos de cualquier raza.